# Lo strano caso del cane ucciso a mezzanotte
Lo strano caso del cane ucciso a mezzanotte (The Curious Incident of the Dog in the Night-Time, 2003) è un romanzo di Mark Haddon che è stato tradotto in oltre venti paesi, rimanendo per lungo tempo in testa alle classifiche di libri più venduti. 
La voce narrante è del protagonista, il quindicenne Christopher Boone, un ragazzo con una diagnosi di sindrome di Asperger, a causa della quale manifesta disturbi comportamentali. La sindrome gli ha donato straordinarie capacità logiche e matematiche: l'isolamento dalle emozioni e la sua naturale predisposizione hanno reso infatti Christopher un grande appassionato della matematica.

## Trama
Christopher John Francis Boone è un ragazzo di 15 anni con la sindrome di Asperger, una forma di autismo. Christopher è dotato di elevate competenze logico-matematiche, ma ha difficoltà a stringere relazioni con le persone e non è molto affettivo con queste. Odia il giallo e il marrone, mentre ama il rosso metallizzato. Ha una memoria formidabile e conosce a memoria tutti i numeri primi fino a 7507. Per via di questa situazione, frequenta una scuola diversa da quella che frequentano gli altri ragazzi, con una insegnante di supporto: Siobhan. Possiede un topo domestico di nome Toby, a cui è affezionato.
Vive con suo padre in una cittadina dell'Inghilterra chiamata Swindon, poco distante da Londra. Suo padre ha sempre detto a Christopher che sua madre è morta d'infarto due anni prima. Una sera Christopher trova il cane Wellington della vicina, la signora Shears, morto, trafitto da un forcone. Così, nonostante gli ordini del padre di tenersi fuori dagli affari altrui, decide di indagare di nascosto per scoprire l'assassino, come il suo eroe Sherlock Holmes è in grado di fare. Quindi Christopher inizia a indagare in tutto il vicinato e comincia a scrivere un libro nel quale mette insieme tutti gli indizi scoperti.
Un giorno Christopher torna a casa prima del padre, entrando in cucina appoggia il libro sul tavolo e guarda un video sulla geografia. Quando il padre torna dal lavoro, trova e legge il libro, va da Christopher e inizia a discutere animatamente con lui perché gli ha disobbedito, dato che non ha interrotto le indagini sulla morte del cane. Il padre gli sequestra il libro, e poi lo nasconde. Anche il giorno dopo Christopher torna a casa prima del padre e comincia a cercare il libro. Dopo un po' di tempo, non trovandolo, prova a cercarlo nell'ultimo posto rimasto; la camera di suo padre. In fondo all'armadio, sotto una cassetta per attrezzi, trova il libro e rinviene anche delle lettere spedite dalla madre datate mesi dopo la sua presunta morte. Così Christopher memorizza l'indirizzo di residenza della madre scritto nella lettera e scopre che ella non è morta, ma vive a Londra con l'ex vicino di casa, il signor Shears. La cosa gli provoca un grosso shock, tale da fargli perdere la memoria e farlo rimettere sul letto. Il padre gli confessa anche che è stato lui stesso ad uccidere Wellington dopo una brutta lite con la signora Shears.
Christopher si spaventa e decide così di prendere un treno per Londra, dove troverà la madre, che lo accoglierà nella loro casa. Successivamente ella, dopo alcuni litigi con il signor Shears riguardanti Christopher, rompe la loro relazione e torna a vivere a Swindon, anche se non nella stessa casa dell'ex marito. In seguito, il padre regala a Christopher un golden retriever di nome Sandy per farsi perdonare e perché prenda il posto di Toby, che nel frattempo è morto per cause naturali. Infine, Christopher passa gli esami di matematica a pieni voti e, nelle ultime righe del romanzo, spiegherà i suoi futuri progetti, quali iscriversi all'università e diventare uno scienziato.

## Titolo
Il titolo originale è traducibile come Il curioso incidente del cane durante la notte: si tratta di una frase pronunciata da Sherlock Holmes nel racconto giallo Barbaglio d'Argento (1892) di Arthur Conan Doyle; la citazione si è persa nella traduzione italiana del titolo.

## Riconoscimenti e successo
- Il romanzo ha vinto numerosi premi letterari in diversi paesi: in Inghilterra il premio Whitbread per il miglior libro del 2003 e il Premio letterario Merck Serono nel 2004.
- È notizia del 2019 l'inizio della produzione di un adattamento cinematografico, scritto e diretto da Steve Kloves e prodotto dalla Warner Bros. in collaborazione con la Heyday Films e la Plan B Entertainment.[2]
- La versione teatrale del libro è stata prodotta a Londra dal Royal National Theatre e ha vinto ben 7 Oliver Awards, venendo rappresentata anche al Gielgud Theatre. A Broadway The Curious Incident of the Dog in the Night-Time è in scena dal 13 settembre 2014.

## Edizioni
- Mark Haddon, Lo strano caso del cane ucciso a mezzanotte, traduzione di Paola Novarese, collana Gli Struzzi, Einaudi, 2003,  p. 247, ISBN 88-06-16648-4.